# Grupo José Pimenta Marques
O Grupo José Pimenta Marques é um aglomerado português, do qual fazem parte várias empresas em território nacional e no estrangeiro.

## Descrição

### Composição
O Grupo concentra empresas de diversas áreas de negócio, incluindo o fabrico, a venda e a distribuição de equipamentos de pesagem, bebidas e programas informáticos. Estas subdivisões situam-se tanto em Portugal como noutros países, nomeadamente em Espanha, França, Brasil e China, e estão presentes num vasto leque de mercados um pouco por todo o globo, incluindo na Alemanha, Irlanda, Bélgica, Áustria, Roménia, Grécia, Argélia, Marrocos, Tunísia, Cazaquistão, Angola, Chile, Colômbia e Peru.
Em 2020, as doze empresas no Grupo José Pimenta Marques eram:
- Balanças Marques
- Balanzas Marques
- Balances Marques
- Marques Negócios
- Europesagem
- LxPack
- SDILAB
- Baldi Drinks
- PPTO - Paulo para Toda a Obra
- SDILAB Brasil
- Balanças Marques Brasil
- Marques Electronic Technology (Ningbo)

Uma das suas divisões mais destacadas é a da empresa Balanças Marques, que em 2019 foi eleita como a melhor companhia de pesagem do mundo nos prémios Weighing Review, e a oitava melhor empresa para trabalhar em Portugal. Outra empresa do grupo é a Baldi Drinks, responsável pela importação e comercialização exclusiva de bebidas, que em 2019 era a única empresa nacional a vender os produtos da companhia francesa Drappier, conhecida pelo seu champanhe de origem biológica. Uma outra subdivisão foi a Baldi Eventos, cujo segmento de negócio era a organização de espectáculos, incluindo a peça humorística Um espectáculo sem graça nenhuma, pelo grupo Commedia a la Carte, e um concerto de Miguel Araújo, ambos organizados em 2015 no Theatro Circo, em Braga.

### Responsabilidade social
O grupo também ficou conhecido pela sua responsabilidade social, tendo por exemplo oferecido presentes de Natal a uma centena de crianças carenciadas na Celeirós, no concelho de Braga, em 2019, através da sua divisão das Balanças Marques. Nesse ano, ofereceu mais de setenta pacotes de material escolar aos filhos dos colaboradores, para comemorar a entrada da divisão Balança Marques no mercado alemão. Esta medida inseriu-se num programa de apoio aos empregados do grupo, que inclui igualmente a atribuição de prémios para o nascimento de filhos, ofertas em dias de aniversário, formação em ginástica, preços mais baixos nos seus produtos e acordos com outras empresas para aplicação de descontos, financiamento para que os colaboradores possam organizar eventos, e aumentos nos salários mínimos. Outra medida do grupo é a distribuição de parte dos lucros pelos colaboradores, que foi repetida em 2019, devido aos excelentes resultados de 2018, com cerca de 16 milhões de Euros. Segundo um comunicado de 2019 da administração da empresa, estes benefícios, em conjunto com uma aposta nas condições de trabalho, serviam para «reter o capital humano da empresa» e «atrair novos talentos».
Em 2014, o Grupo José Pimenta Marques patrocinou a pilota Sofia Mouta no Campeonato Nacional de Montanha de rally, e duas duplas de pilotos durante o sétimo Festival de Rali do Clube Automóvel do Minho, Sofia Mouta e Filipa Sanguedo num Citroën Saxo Cup, e Rafael Marques Pereira e Paulo Marques num Lancia Delta HF Turbo.

## História
Em 1967 foi criada a empresa Balanças Marques, por José Pimenta Marques. A companhia conheceu um grande desenvolvimento ao longo da sua história, levando em 2003 à formação do Grupo José Pimenta Marques, com os mesmos proprietários da empresa original. Desta forma, esperava-se que fossem criadas sinergias entre as várias subdivisões do conglomerado, alcançada uma maior independência em termos dos canais de distribuição, e disseminados os conhecimentos dos recursos humanos em diversas áreas. Em 2011 foi formada a subsidiária espanhola Balanzas Marques, em 2012 a sua congénere francesa, a Balances Marques, e em 2014 a Balanças Marques Brasil. Em 2015, o grupo empregava cerca de 140 pessoas em quinze empresas, cujas áreas de negócio eram as balanças, programas informáticos, design gráfico e industrial, organização de eventos, e bebidas.